# Haslev
Haslev este un oraș în Danemarca.